# Monastère de Senjak
Le monastère de Senjak (en serbe cyrillique : Манастир Сењак ; en serbe latin : Manastir Senjak) est un monastère orthodoxe serbe. Il est situé à Senjak, dans la municipalité urbaine de Savski venac et sur le territoire de la Ville de Belgrade, en Serbie. Il dépend de l'archevêché de Belgrade-Karlovci. Construit en 1937, il est inscrit sur la liste des monuments culturels protégés de la république de Serbie (référence no SK 1942) et sur la liste des biens culturels de la ville de Belgrade.
Il est dédié à la Présentation de la Mère de Dieu au Temple.

## Présentation

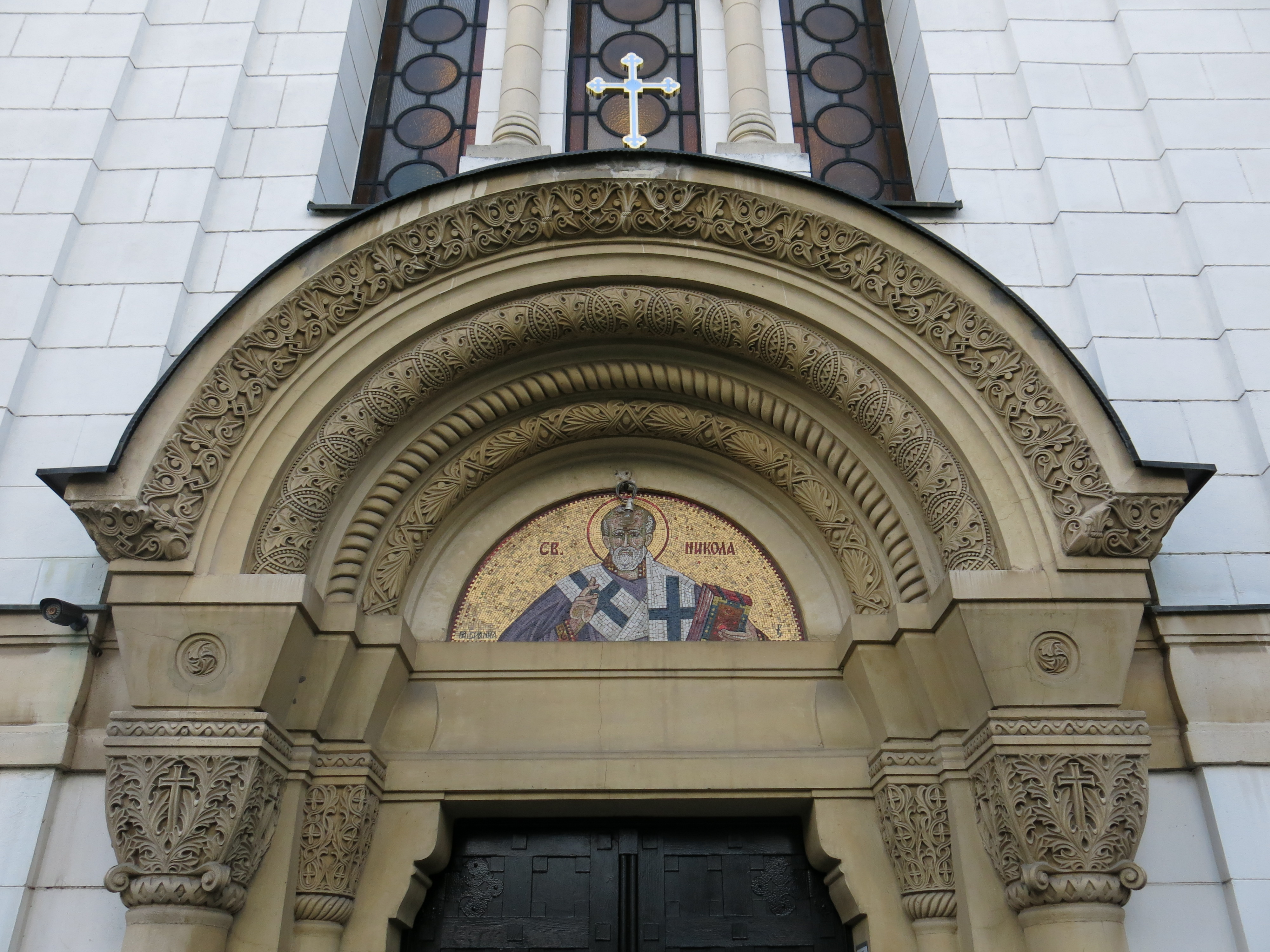
Détail de l'entrée de l'église du monastère

Le monastère de la Présentation-de-la-Mère-de-Dieu-au-Temple, situé 2, rue Vasilija Gaćeše, a été construit par la donatrice Persida Milenković en 1937. L'ensemble conventuel est constitué d'une église, dédiée à la Mère-de-Dieu, ainsi que de dortoirs. L'église, construite par l'architecte Petar Popović, caractéristique de l'architecture nationale serbe, est bâtie sur un plan en croix et est surmontée d'un dôme et de quatre dômes plus petits situés aux angles de l'édifice. Cet ensemble de cinq dômes est une référence à l'architecture serbe du XIVe siècle. L'église est prolongée à l'est par une abside à cinq pans, correspondant à l'intérieur à deux avancées rectangulaires, à un diakonikon et à une prothésis. L'église possède aussi un narthex doté d'un chœur situé à l'ouest. 
À l'ouest, le portail, le plus ornementé de l'église, est doté d'un grand escalier. L'extérieur est orné de fenêtres étroites, de rosettes et de trois grandes fenêtres destinées à éclairer l'intérieur.
L'iconostase est décorée de peintures réalisées par Dušan Mihailović entre 1973 et 1985.

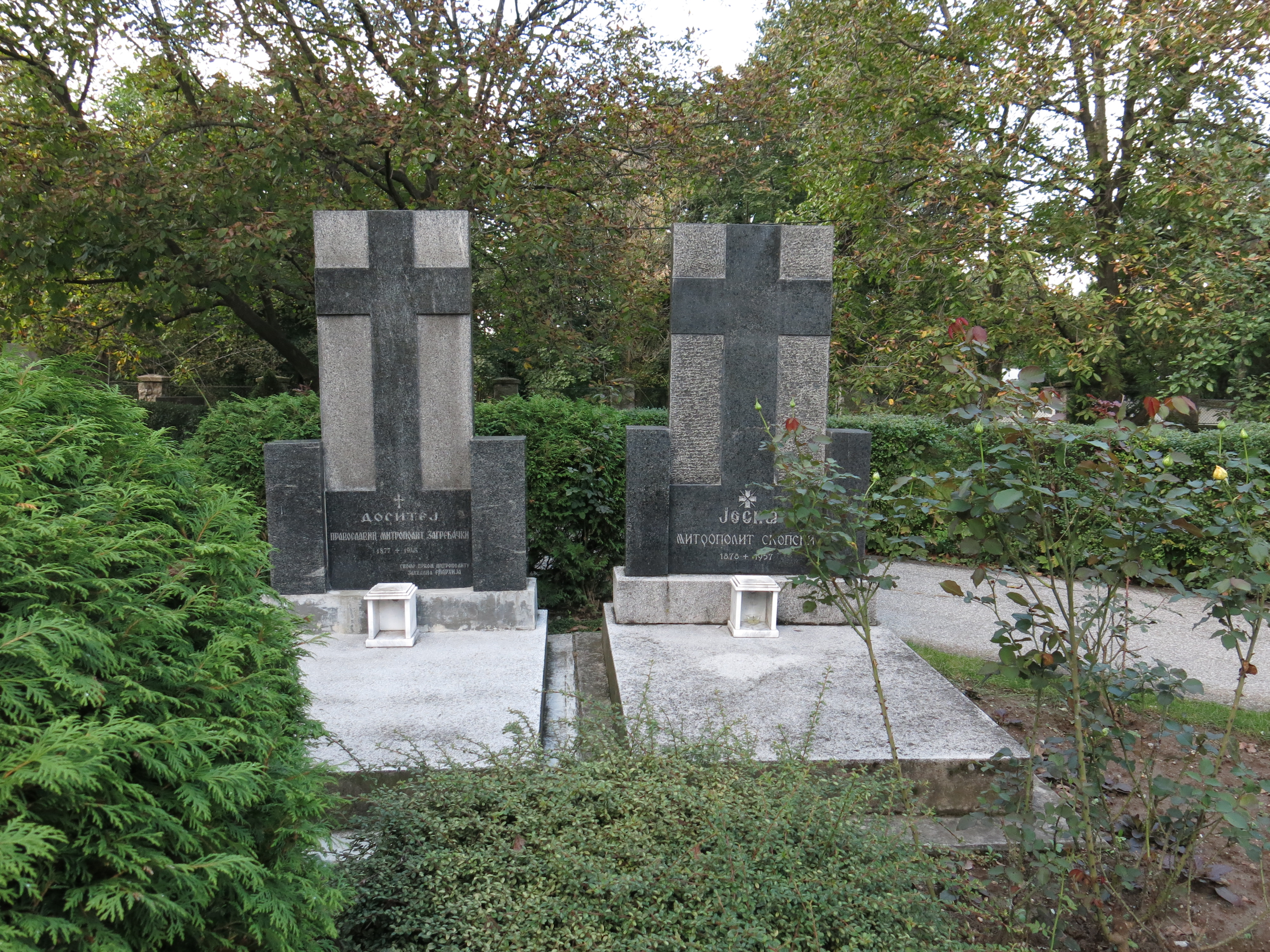
Tombes dans le monastère